# Константин Павлович
Великий князь Константи́н Па́влович (27 апреля (8 мая) 1779, Царское Село — 15 (27) июня 1831, Витебск) — российский цесаревич, второй сын Павла I и Марии Фёдоровны, считавшийся наследником русского престола после Александра Павловича. Генерал-адъютант (1819) (первым среди членов Российского императорского дома получил это свитское звание), командир Гвардейского корпуса, генерал-инспектор всей кавалерии.
На протяжении 25 дней, с 19 ноября (1 декабря) по 13 (25) декабря 1825 года, официально считался Императором и Самодержцем Всероссийским Константином I, хотя по сути он на престол не вступил и не царствовал (см. междуцарствие 1825 года). Наместник Царства Польского в 1826—1830 годах. Главнокомандующий польскими армиями (1815—1830). Свергнут Польским восстанием.

## Биография

### Рождение
Константин Павлович родился утром в сорок минут 9-го часа 27 апреля (8 мая) 1779 года в Екатерининском дворце, Царское Село, и был вторым ребёнком и вторым сыном в семье наследника престола великого князя Павла Петровича и великой княгини Марии Фёдоровны.
В этот день в Камер-фурьерском журнале была сделана запись:

В субботу поутру в сорок минут 9го часа, в присутствии Её императорского величества, Её императорское высочество государыня великая княгиня благополучно разрешилась от бремени, и всевышний Бог даровал Их императорским высочествам сына, а Её императорскому величеству внука, которому наречено имя Константин. О сей всеобщей радости в то же время объявлено в Царском Селе 201м пушечным выстрелом, а у приходской церкви колокольным звоном,

а в газете «Санктпетербургскiя Вѣдомости» от 30 апреля 1779 г. опубликовано сообщение:

Из Сарскаго Села, от 27 го Апрѣля. Сего дня по утру, Ея Императорское Высочество Благовѣрная Государыня Великая Княгиня МАРIЯ ѲЕОДОРОВНА, къ неописанной радости Императорскаго дома и всѣхъ Россiянъ, благополучно разрѣшилась отъ бремени Великим Княземъ, который нареченъ КОНСТАНТИНОМъ.

Имя «Константин» дано внуку Екатериной II с перспективой возвести его на константинопольский престол восстановленной Византии (Греческий проект), сделать императором. Оно не было типичным для Романовых, однако после оно прочно вошло в романовский именослов.

«Меня спрашивали, кто будет крестным отцом. Я отвечала: только мой лучший друг Абдул-Гамид мог бы быть восприемником, но так как не подобает турку крестить христианина, по крайней мере, окажем ему честь, назвав младенца Константином», — писала Екатерина.

### Молодость
В 1799 году Константин участвовал в Итальянском и Швейцарском походах А. В. Суворова. 

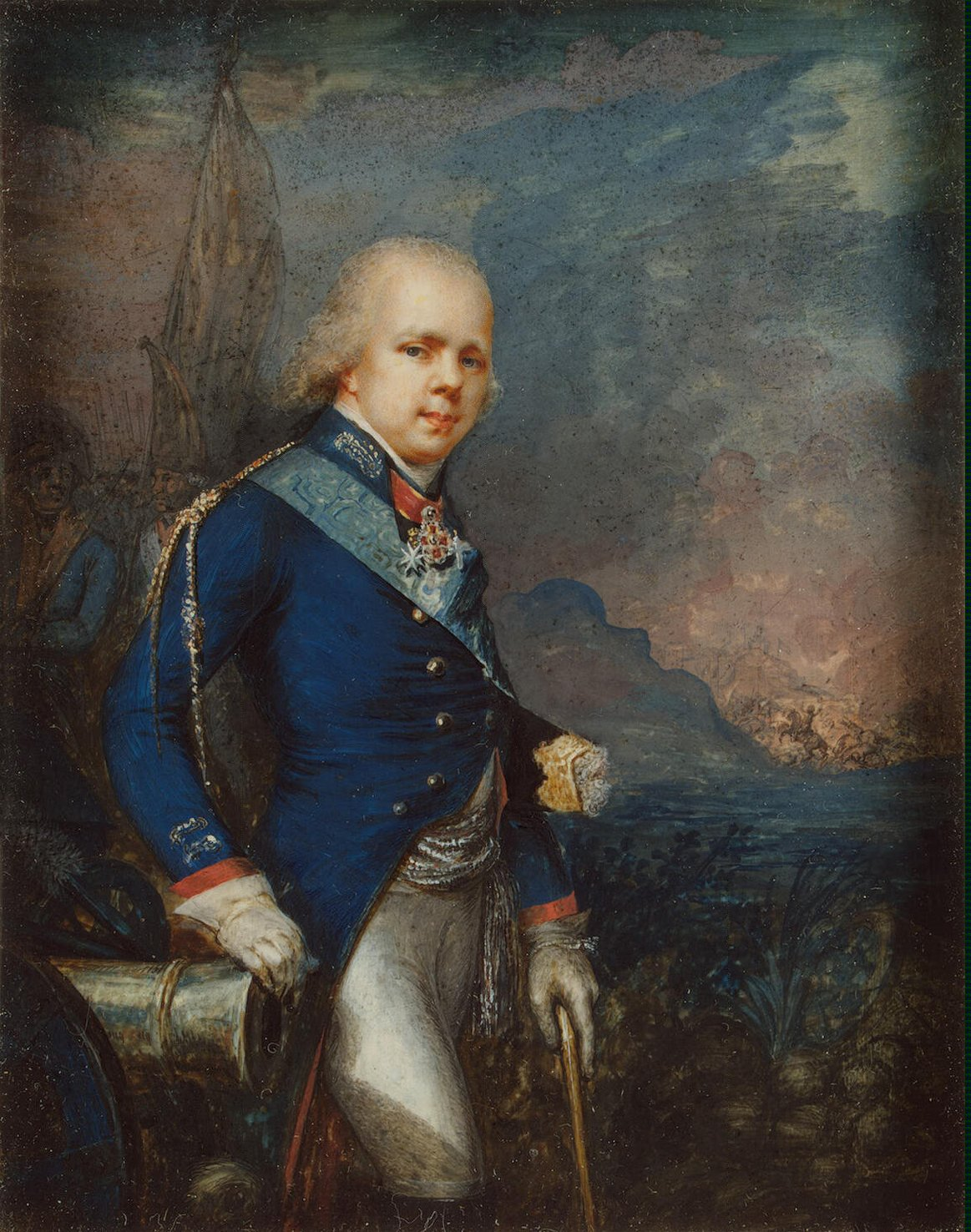
Портрет Константина Павловича на фоне битвы при Нови. 1799

Полководец лестно отзывался о великом князе в своих донесениях императору. После битвы 4 августа при Нови Суворов поздравлял Константина и написал государю, что великий князь

«обретался при передовых войсках и когда выступили они на баталию в боевом порядке, то великий князь изволил идти с ними и во время баталии присутствовал, где, мужеством своим поощряя войска, приводил к неустрашимости».

Указом 28 октября 1799 года Павел (в обход его собственного Положения об императорской фамилии) пожаловал Константину Павловичу титул цесаревича:

 «Видя с сердечным наслаждением, как Государь и Отец, каковые подвиги храбрости и примерного мужества во все продолжение нынешней кампании против врагов царств и веры оказывал любезнейший сын наш е. и. в. великий князь Константин Павлович, в мзду и вящее отличие жалуем мы ему титул Цесаревича».

В этом же году французский король Людовик XVIII, на тот момент находившийся в изгнании, в знак дружбы прислал Павлу I для великого князя командорский крест ордена Богоматери Кармельской и Святого Лазаря Иерусалимского.
Шеф Лейб-Гвардии Измайловского полка; позже — Конной гвардии (Лейб-гвардии Конного полка).
С марта 1801 года — наследник престола.
24 июня (6 июля) 1801 года в Петербурге была учреждена воинская комиссия, главой которой был назначен Константин. Комиссия должна была заняться реорганизацией военных сил. В марте 1804 года император учредил совет о военно-учебных корпусах, председателем которого тоже стал цесаревич — совет занялся созданием губернских военных училищ и преобразованием кадетских корпусов.
Создатель и шеф Лейб-гвардии Уланского полка (Уланский Его Императорского Высочества Цесаревича и Великого князя Константина Павловича полк) (зима 1803 года). Инициатор создания Гвардейского экипажа (1810) и Лейб-Гвардии Сапёрного батальона (1813), а также полков конных егерей (1812—1813).
В битве под Аустерлицем в 1805 году Константин командовал гвардейским резервом, лично участвовал в сражении, прикрывая гвардейскими частями отход правого крыла союзных армий. В сражении проявил храбрость, за что вскоре награждён орденом Святого Георгия III степени. В мае 1807 года — участник сражения при Гейльсберге. В 1807—1808 гг. сопровождал Александра I в Тильзит и Эрфурт. Выступал последовательным сторонником прекращения войны — по его мнению, непосильной ноши для России и армии — и возможно более долгого мира с Наполеоном.
В 1812 году участвовал в Отечественной войне, в качестве командующего 5-м (гвардейским) корпусом (1-я Западная Армия). В июле (по данным А. П. Ермолова) выехал из армии с поручением сформировать два полка конного ополчения, однако через несколько дней вновь по его собственной просьбе был возвращён в армию на ту же должность командующего корпусом. На военном совете в Смоленске после объединения двух западных армий настаивал на наступательных действиях против французов. Фактически возглавил неформальную генеральскую оппозицию стратегии М. Б. Барклая-де-Толли. Из-за открытого публичного конфликта с командующим 1-й армией генералом от инфантерии М. Б. Барклаем-де-Толли 10 августа был вынужден оставить действующую армию и отправиться в Петербург. С декабря 1812 года (в Вильно) — вновь в действующий армии. Участвовал в Заграничном походе.
В сражении под Бауценом отряд цесаревича блистательно выдержал натиск самого Наполеона. Цесаревич командовал русско-прусскими резервами, составившими один из 3 корпусов Богемской армии Барклая. Во главе этих войск цесаревич принял участие в сражении под Дрезденом и за отличие был награждён золотой шпагою с алмазами и надписью: «За храбрость».
В лейпцигской Битве народов осенью 1813 года — командующий резервными частями, участвовавшими в бою. Под Лейпцигом резервы цесаревича своевременно влились в боевую линию, причём особенно удачными были действия артиллерии его корпуса. За Лейпциг Константин Павлович был награждён орденом св. Георгия 2-й степени.
В марте 1814 года под Фер-Шампенуазом цесаревич, во главе своих шефских полков (Конной гвардии и Лейб-Гвардии драгунского), произвёл обход левого фланга противника и стремительно ударил по нему. За это сражение награждён золотой шпагой с алмазами и надписью «За храбрость».

### Главнокомандующий польскими армиями

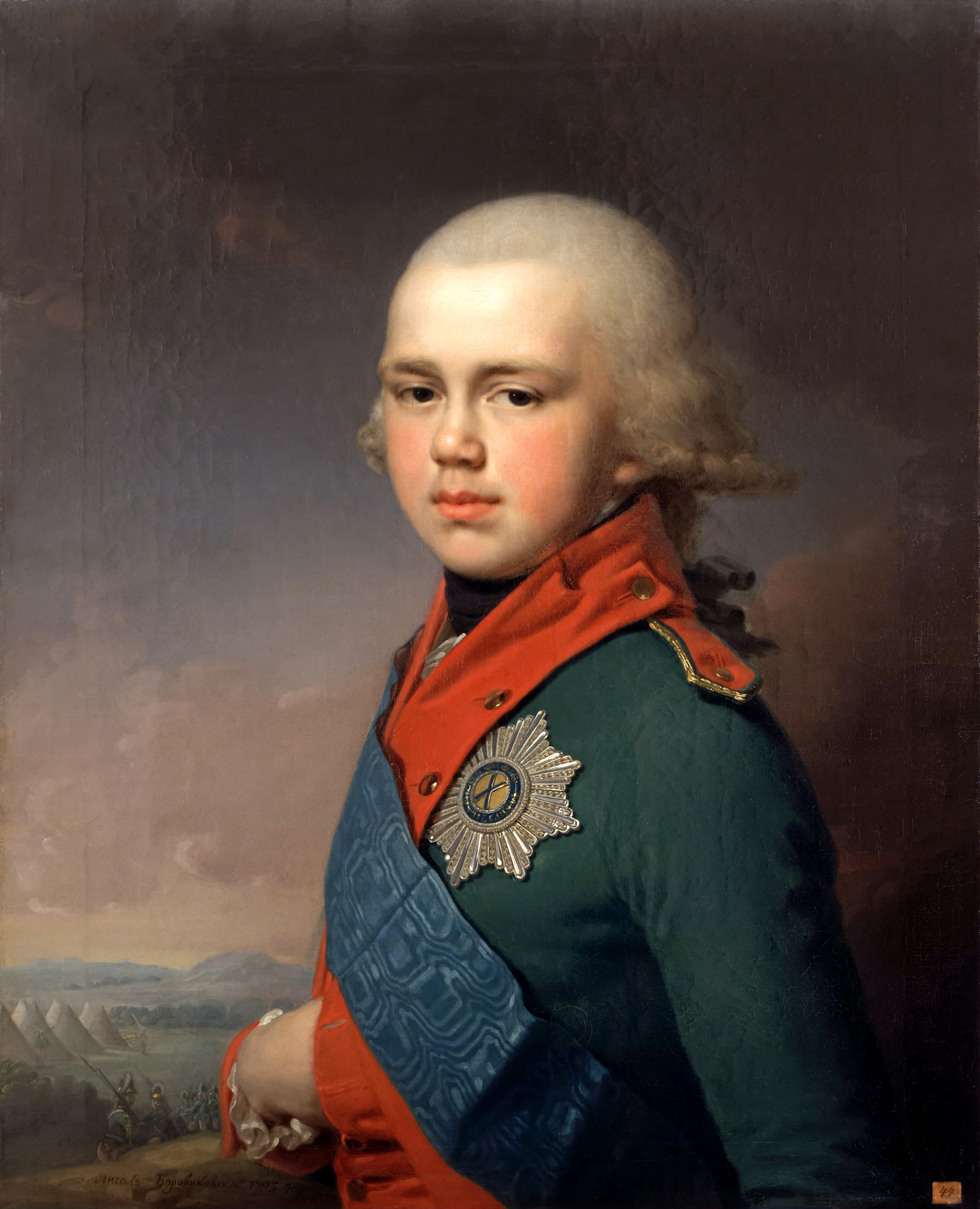
Портрет юного великого князя кисти Боровиковского

Преследуя отступавшие войска Наполеона, русская армия заняла в конце февраля 1813 года почти всё Великое герцогство Варшавское. Краков, Торн, Ченстохова, Замосць и Модлин сдались несколько позже. Таким образом, созданное Наполеоном государство очутилось фактически в руках России, но его судьба ещё зависела от взаимоотношений держав. Это государство переживало тяжёлые времена. Реквизиции на нужды оккупационной армии в 380 000 человек истощили его. Император Александр I учредил временный верховный совет для управления делами герцогства во главе с генерал-губернатором В. С. Ланским. Командование армией было поручено фельдмаршалу Барклаю де Толли. Сосредоточивались польские дела в руках графа Аракчеева, что в достаточной мере определяет общий характер управления.
Несмотря на обещанную амнистию и вопреки желанию генерал-губернатора, лишь на основании доноса граждан подвергали аресту и высылке. В начале 1814 года польское общество оживила надежда на улучшение его участи. Император облегчил постои, сократил налоги, и разрешил сформировать из польских солдат корпус под командой генерала Домбровского. Организацией войска руководил великий князь Константин Павлович.
Между тем на Венском конгрессе, переделывавшем на новый лад карту Европы, герцогство породило распри, чуть не обернувшиеся новой войной. В итоге 3 мая 1815 года большая часть Великого герцогства Варшавского была присоединена «на вечные времена» к Российской империи под именем Царства Польского, которое получало конституционное устройство. Вместе с тем жителей Царства Польского привели к присяге на подданство русскому государю. Конституция вступила в силу с 1816 года. Наместником император назначил генерала Зайончека, весьма услужливого к великому князю Константину Павловичу. Императорским комиссаром стал граф Новосильцев.
Константин Павлович, оставаясь генерал-инспектором всей кавалерии, стал главнокомандующим польской армии, точнее, всеми армиями и корпусами, размещенными на территории Польши. Уже 12 апреля 1814 года Цесаревич представил польские войска на смотр государю в Сен-Дени, a 17 сентября торжественно ввёл в Варшаву корпус польских войск. В течение 1814 года со всех концов Европы и России начали стекаться в Польшу бывшие солдаты, и к 1 ноября 1814 года в рядах новой армии числилось уже 30 тысяч человек, а к 1815 году Цесаревич довёл численность армии почти до штатного состава в 35 тысяч. Эта армия, образованная исключительно из польских уроженцев, содержалась на средства Царства Польского и могла быть употреблена для защиты своей родины только в пределах Польши. Главным помощником и руководителем работ по возрождению Польской армии являлся заслуженный польский генерал — Домбровский. Кроме того, был составлен из ветеранов Польской армии особый войсковой комитет.
Польские войска сохранили бывшее y них при Наполеоне I обмундирование с незначительными изменениями, применяясь к русским образцам. Вооружение и снаряжение были даны русского образца. Армии были назначены оклады жалованья, значительно превосходившие оклады русских войск. Срок службы для нижних чинов полагался 8-годичный.
Закончив в 1817 году реорганизацию Польской армии, Цесаревич занялся организацией Литовского отдельного корпуса, составленного из коренных русских частей, формировавшихся переводом в них из Русской Императорской армии уроженцев Литвы и западных губерний. Под началом Цесаревича, таким образом, были сосредоточены
- Польская армия (2 пехотных и 2 кавалерийских дивизии, с артиллерией),
- Литовский корпус (2 пехотных и 1 кавалерийская дивизия с артиллерией),
- Резервный корпус, включавший в себя части польской гвардии (гренадерский и конно-егерский полки и 2 артиллерийские полубатареи, польский сапёрный батальон); части русской гвардии (2 пехотных и 2 кавалерийских полка и 2 артиллерийские роты) и части Литовского корпуса (2 гренадерских и 1 карабинерского полки и 2 гренадерские артиллерийские роты),
- инженерно-саперные части, роты инвалидов и ветеранов, жандармские части, в том числе и специальный эскадрон эскорта.

В то же время в Царстве Польском были улучшены крепости, возобновлена и усилена Замойская крепость в Замосце, Варшава была обнесена глубоким рвом. Но Константин не смог привязать польскую армию к себе и восстановил против себя и депутатов сейма, и вообще население Царства Польского.
После этого преимущественно жил в Бельведерском дворце в Варшаве (построенном в 1824 году по поручению и на средства русского правительства), будучи фактически наместником своего брата Александра I в образованном после Венского конгресса Царстве Польском.

### Престолонаследие и кризис 1825

#### Отказ от престола

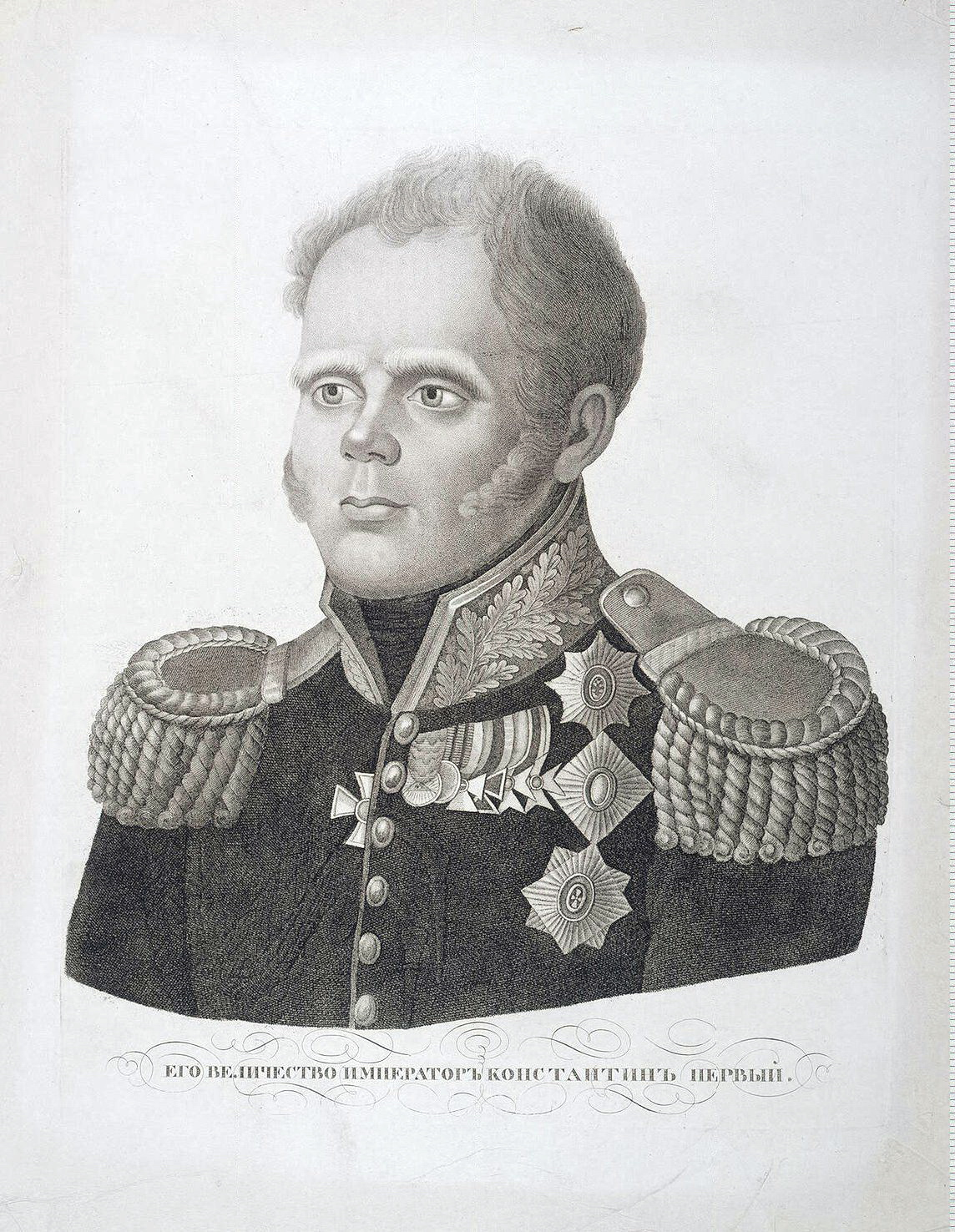
«Его величество император Константин Первый»

Константин Павлович вошёл в историю прежде всего как несостоявшийся (хотя и провозглашённый) император, чей необычно оформленный отказ от престола привёл к политическому кризису.
В 1801 году, после гибели отца и с воцарением старшего брата Александра I, 22-летний Константин стал наследником престола. Это следовало из акта Павла I 1797 года и было всем известно. Однако в манифесте в тексте присяги Александру I он упомянут не был. Вместо этого присяга приносилась, в нарушение павловского закона, «Императору Александру Павловичу <…> и Его <…> Наследнику, который назначен будет». Причиной опущения имени Константина была надежда Александра I на потомство в браке с Луизой Марией Августой Баденской, и такой абстрактной формулировкой исключалась необходимость повторной присяги на случай, если у него родится сын.
При этом сам Константин царствовать не хотел и прибавлял: «Меня задушат, как задушили отца»; 14 января 1823 года Константин, ссылаясь на морганатический брак с польской графиней Грудзинской (хотя дополнение к постановлениям об императорской фамилии, представленное в Высочайшем манифесте от 20 марта (1 апреля) 1820 года и препятствовавшее наследованию престола детьми от неравного брака, и не лишало лично его прав на престол) и неспособность к государственному управлению, письменно отрёкся от престолонаследия. Это тайное отречение было оформлено в виде манифеста Александра I от 16 (28) августа 1823 года, который следовало огласить после его кончины. В силу этого решения наследником престола становился следующий брат, великий князь Николай Павлович. Николай был в курсе этих планов как минимум с 1819 года, однако о существовании манифеста не знал до момента его обнародования после смерти Александра I.
В условиях тайны, окружавшей манифест о престолонаследии, часть общества именно в Константине видела достойного преемника Александру I. Историк О. С. Каштанова писала, что «…современники Константина отмечают наличие у него ума, прекрасной памяти, огромной трудоспособности… …в российском обществе и за границей на Константина смотрели не только как на будущего российского монарха, но и как на возможного греческого императора или польского короля».

#### Присяга Константину
После получения известия в Москве, а затем и в Петербурге о кончине Александра I в Таганроге 19 ноября (1 декабря) 1825 года посмертный манифест был вскрыт и оглашён. Однако большинство членов Государственного совета и сам Николай Павлович не нашли возможным выполнить волю покойного императора из опасения создания юридически небезупречного прецедента необсуждаемой «посмертной воли» государя. Они присягнули императору Константину I, к присяге была приведена армия, была отчеканена монета с его профилем — знаменитый редчайший константиновский рубль (вскоре засекреченный). Константин, находившийся в Варшаве, потребовал соблюдения манифеста 1823 года и дважды подтвердил отречение. После этого 13 (25) декабря 1825 года Николай Павлович провозгласил себя императором Николаем I, причём цесаревич Константин с официальной точки зрения никогда не царствовал (начало правления Николая задним числом было определено как дата смерти Александра).

Как верный подданный, должен я, конечно, печалиться о смерти государя; но, как поэт, радуюсь восшествию на престол Константина I. В нём очень много романтизма; бурная его молодость, походы с Суворовым, вражда с немцем Барклаем напоминают Генриха V. — К тому ж он умён, а с умными людьми всё как-то лучше; словом, я надеюсь от него много хорошего.
— Из письма Пушкина П. А. Катенину, 4 (16) декабря 1825

#### После отказа

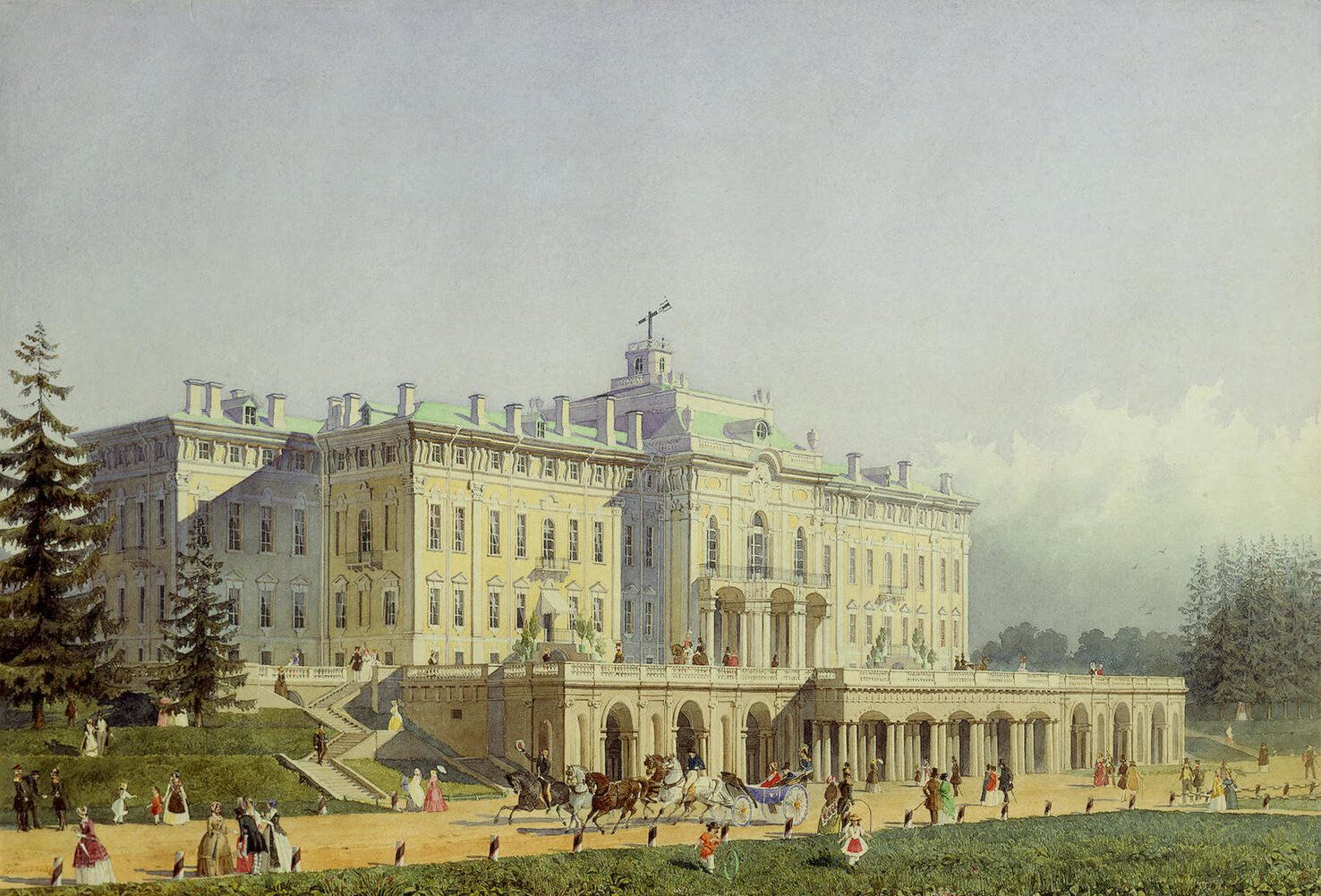
Стрельнинский дворец Константина Павловича

На другой день, 14 (26) декабря 1825 года, произошло восстание декабристов, формальным поводом которого был отказ от переприсяги Николаю и защита прав Константина. Существует распространённая легенда о том, что будто бы декабристы заставляли солдат кричать «Да здравствует Константин, да здравствует Конституция», объясняя, что «Конституция — жена Константина».
Через несколько недель после восстания, 4 января 1826 года, Николай I в письме просил брата всё же приехать в Санкт-Петербург.

Я бы во всех отношениях очень желал вашего приезда, как бы ни тяжела была наша встреча. Не скрою от вас, что в войсках наблюдается ещё некоторое беспокойство, что не видят вас, и что ходят слухи, будто бы вы двигаетесь с корпусом на Петербург. Только ваше присутствие может окончательно установить спокойствие в этом отношении <…>

После отказа от престола Константин до конца жизни продолжал титуловаться цесаревичем (хотя из очереди престолонаследия был исключён: согласно манифесту 1826 года, после Николая и его сыновей престол наследовал четвёртый брат, Михаил Павлович).

Он был тогда народнее Николая; отчего, не понимаю, но массы, для которых он никакого добра не сделал, и солдаты, для которых он делал один вред, любили его. Я очень помню, как во время коронации он шёл возле бледного Николая, с насупившимися светло-жёлтого цвета взъерошенными бровями, в мундире литовской гвардии с жёлтым воротником, сгорбившись и поднимая плечи до ушей. Обвенчавши, в качестве отца посаженого, Николая с Россией, он уехал додразнивать Варшаву. До 29 ноября 1830 года о нём не было слышно.— А. Герцен. «Былое и думы».

### Наместник Царства Польского (1826—1830)
В августе 1826 года в возрасте 73 лет скончался наместник Царства Польского Иосиф Зайончек. После этого Константин Павлович, сохранив пост главнокомандующего польской армией, стал наместником Царства Польского. Назначение на должность русского наместника Константина Павловича встревожило поляков, опасавшихся ужесточения режима.

 По установлении русского владычества в Варшаве цесаревич, сначала довольно милостивый к полякам, дал вскоре полную волю своему дикому, необузданному нраву. Посещая полки во время ученьев, он нередко в припадках бешеного гнева, врезываясь в самые ряды войск, осыпал всех самыми неприличными бранными словами. Он говаривал начальникам при всех: «Vous n’etes que des cochons et des miserables, c’est une vraie calamite que de vous avoir sous mon commandement (Вы — отъявленные свиньи и негодяи. Истинное несчастие — командовать вами. — Ред.); я вам задам конституцию».
Вообще, хотя в эпоху правления Польшею цесаревича заботливостью нашего правительства благосостояние этой страны было увеличено, но это было вполне тяжкое для поляков время. Никакие заслуги, никакие добродетели не спасли тех, кои имели несчастие заслужить неблаговоление цесаревича, действовавшего лишь по своему капризному произволу. Хотя он долгое время видел лишь зрелище любви и подобострастия к себе в поляках, но сердца их не могли быть преисполнены большою к нему нежностью. Отсутствие личного права, несправедливые действия цесаревича и безумное злоупотребление силы не могли не возбудить всеобщего негодования; К довершению всего он, в припадках ярости, часто лично наказывал тех, кои возбуждали его подозрение. Этот порядок вещей не мог долго продолжаться; мы видели, что ничтожное покушение нескольких подпрапорщиков послужило сигналом к явному против нас восстанию.. —  Давыдов Д.В. Воспоминания о цесаревиче Константине Павловиче.

### Польское восстание

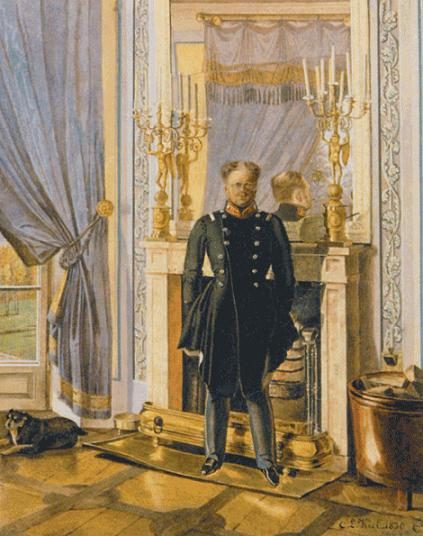
Л. И. Киль. Портрет великого князя Константина Павловича у камина во дворце в Варшаве, 1829—1830

17 ноября 1830 года толпа заговорщиков ворвалась в Бельведерский дворец — резиденцию наместника Польши великого князя Константина Павловича. В тот же день в Варшаве началось восстание, во главе которого стояло тайное общество П. Высоцкого. Князь был предупреждён и успел спастись. Константин Павлович с небольшим отрядом и со второй женой, полькой Грудзинской, покинул Варшаву. 18 ноября Варшава перешла в руки повстанцев.
Восстание быстро распространилось по всему Царству Польскому. Мощные военные крепости Модлин и Замостье были сданы мятежникам без боя. Через несколько дней после бегства наместника Царство Польское оставили все русские войска.
Встав во главе русских войск, Константин Павлович отвёл их на границу Царства Польского.
Для усмирения восстания в Царство Польское были направлены среди суровой зимы войска под начальством генерала-фельдмаршала И. И. Дибича-Забалканского.
24—25 января 1831 года главнокомандующий русскими войсками генерал-фельдмаршал И. И. Дибич начал наступление в Царство Польское. Константин Павлович, находясь под начальством генерала Дибича, командовал русским резервным корпусом. 13 февраля 1831 года сражение между русскими и польскими войсками при Грохове закончилось победой русских. Дибич не отважился продолжать наступление, ожидая серьёзного отпора. В это время мятеж перекинулся на Волынь, Подолию и Литву.
Во время 4-недельного пребывания русской армии у Седлеца под влиянием бездействия и дурных гигиенических условий в её среде быстро развилась холера, в апреле было уже около 5 тыс. больных.
В начале мая 45-тысячная польская армия Я. Скржинецкого отбросила за пределы Царства Польского 27-тысячный русский гвардейский корпус, которым командовал великий князь Михаил Павлович.
Дибичу же было донесено, что Скржинецкий намерен 12 мая атаковать левый фланг русских и направиться на Седлец. Для упреждения противника Дибич сам двинулся вперед и оттеснил поляков до Янова, а на другой день узнал, что они отступили к варшавскому предместью — Праге. 14 (26) мая произошло новое крупное сражение при Остроленке, в котором польская армия была разгромлена. Поляки начали отступление к Варшаве, но в тыл русской армии, в Литву, был послан крупный польский отряд (12 тыс. чел.).
В конце мая И. И. Дибич-Забалканский заболел холерой и, будучи в Пултуске, скончался.
13 июня в Польшу прибыл новый главнокомандующий русскими войсками — генерал-фельдмаршал И. Ф. Паскевич-Эриванский.

### Смерть
3 (15) июня 1831 года Константин Павлович прибыл в Витебск, где поселился во дворце губернатора. Через полторы недели великий князь заразился холерой и, промучившись 15 часов, умер 15 (27) июня.
Погребён 17 августа 1831 года в Родовой Усыпальнице Дома Романовых — Петропавловском соборе Петропавловской крепости Санкт-Петербурга.

## Награды
российские:
- Орден Святого Андрея Первозванного (05.05.1779)
- Орден Святого Александра Невского (05.05.1779)
- Орден Святой Анны (05.05.1779)
- Орден Святого Иоанна Иерусалимского, командор (29.11.1798)
- Орден Святого Георгия 3 ст. (16.02.1806)
- Орден Святого Владимира 1 ст. (1807)
- Орден Святого Георгия 2 ст. (08.10.1813)
- Золотая шпага «За храбрость» с алмазами (1813)
- Орден Белого орла (Царство Польское, 1815)
- Знак отличия «За XXX лет беспорочной службы» (1828)

иностранные:
- Австрийский Военный орден Марии Терезии, рыцарский крест (1799)
- Баварский Военный орден Максимилиана Иосифа, большой крест
- Испанский Орден Золотого руна (1817)
- Королевства обеих Сицилий Орден Святого Януария
- Королевства обеих Сицилий Орден Святого Фердинанда и Заслуг, большой крест
- Нидерландский Военный орден Вильгельма, большой крест
- Прусский Орден Чёрного орла (23.03.(07.04).1805)
- Прусский Железный крест 2 кл.
- Сардинский Высший орден Святого Благовещения (1814)
- Сардинский Орден Святых Маврикия и Лазаря, большой крест
- Французский Орден Почётного легиона, большой крест (25 июня (7 июля) 1807)
- Французский Орден Святого Духа
- Французский Орден Святого Михаила
- Французский Орден Кармельской Богоматери и Святого Лазаря Иерусалимского (1799)
- Шведский Орден Серафимов (12.(24).11.1800)
- Шведский Орден Меча, большой крест (12.(24).04.1814)

В честь великого князя Константина Павловича названы бухта Константина (Берингово море, Алеутские острова, острова Крысьи, 51°26′ с.ш., 179°14′ в.д., название присвоено Д. Ф. Зарембо) и мыс Константина (Берингово море, Алеутские острова, острова Крысьи, 51°24′ с.ш., 179°21′ в.д.).

## Личная жизнь

### Первый брак

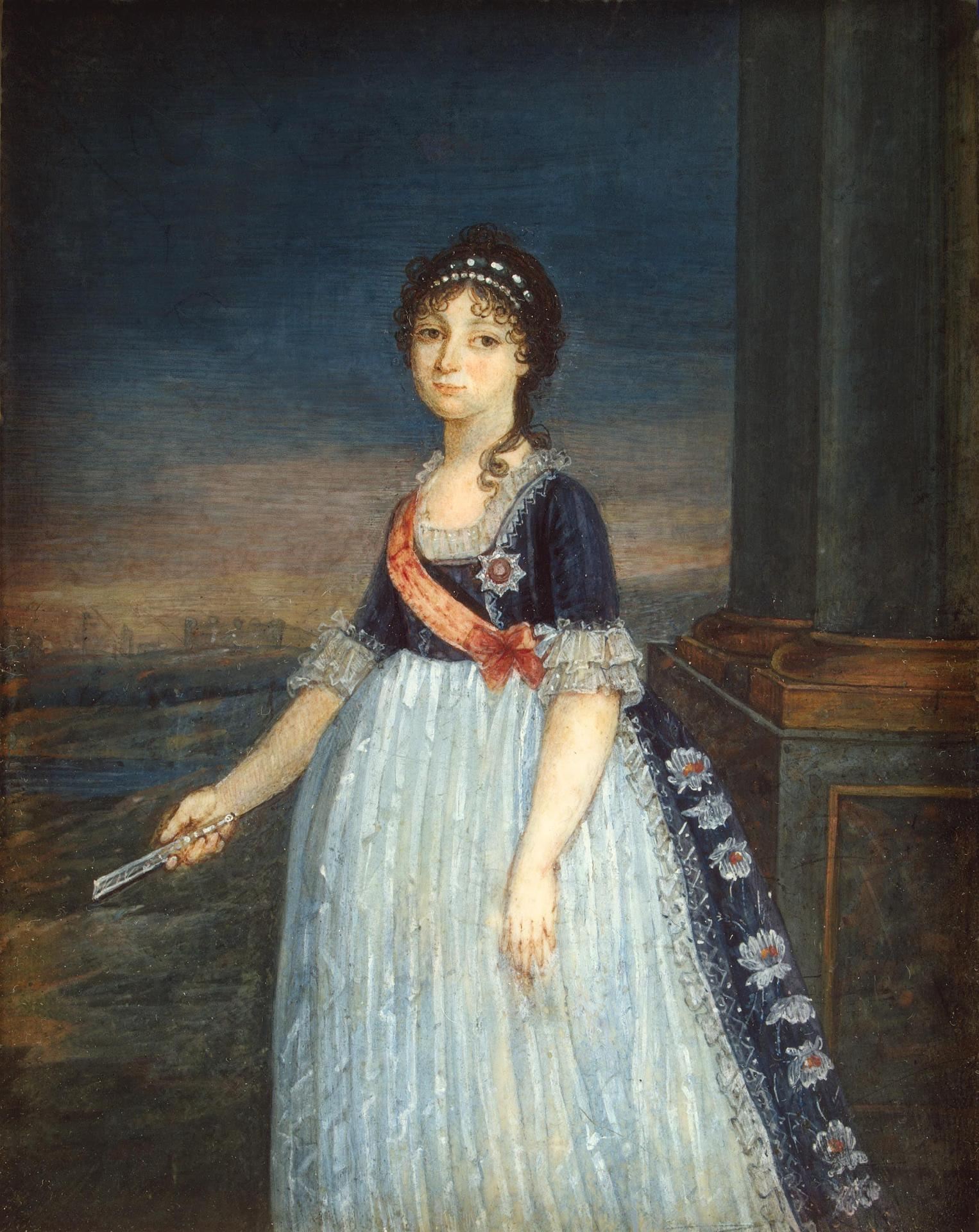
Анна Фёдоровна

Первая жена — великая княгиня Анна Фёдоровна (урождённая принцесса Юлианна-Генриетта-Ульрика Саксен-Кобург-Заальфельдская), троюродная внучка российского императора Петра II (оба происходили от герцога Людвига Рудольфа Брауншвейг-Вольфенбюттельского). 2 (13) февраля 1796 года Юлианна-Генриетта приняла православие и стала зваться Анной Фёдоровной, а по обручении с Константином Павловичем 3 (14) февраля 1796 года стала именоваться Великой княжной с титулом Её Императорского Высочества. Ещё до венчания, в день обручения, Екатериной II был издан указ об отпуске Анне Фёдоровне на расходы по 30 тысяч рублей в год. Венчание состоялось 15 (26) февраля 1796 года. Невесте ещё не было пятнадцати лет, а жениху — семнадцати.
Брак был неудачным. Страсть Константина Павловича ко всему военному, да и непредсказуемость его поведения, отразились на принцессе. Его нежность сменялась грубостью и оскорбительным поведением в отношении юной супруги. Например, однажды он посадил Анну Фёдоровну в одну из огромных ваз в Мраморном дворце и начал по ним стрелять. Терпеть характер мужа, его дерзкие выходки принцессе становилось всё труднее. Не могла рассчитывать она и на поддержку императора Павла, ведь её выбрала столь нелюбимая им мать. Между тем, взрослея, Анна Фёдоровна становилась всё привлекательней и в обществе её звали «вечерней звездой». Великий князь Константин начал её ревновать даже к брату Александру. Он запрещал ей покидать комнаты, а если она выходила, то являлся и уводил её.

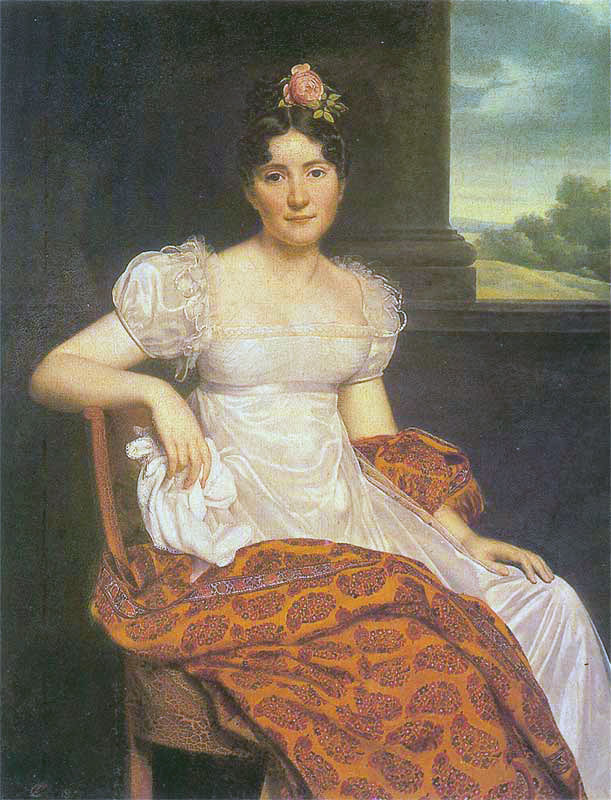
Жозефина Фридрихс, долговременная фаворитка Константина, омрачавшая жизнь его жены

Через три года в 1799 году Анна Фёдоровна покинула Россию для лечения и не пожелала вернуться. Она приехала к родным в Кобург, но не нашла у них понимания, поскольку они заботились о репутации семьи и финансовом положении Анны Фёдоровны и своём собственном. Из Кобурга она переехала лечиться на воды. В это время в Петербурге узнали о её планах. Под давлением императорской и собственной семей Анна Федоровна была вынуждена вернуться в Россию. В октябре 1799 года планировались свадьбы сестер её мужа Александры и Елены. Великая княгиня обязана была на них присутствовать.
Лишь после убийства императора Павла в 1801 году у Анны Фёдоровны появилась возможность осуществить свой план. Вскоре ей сообщили, что тяжело заболела герцогиня Августа. Расположенный к невестке император Александр I разрешил ей навестить мать, Константин Павлович тоже не был против, у него начинался очередной роман. Анна Фёдоровна уезжает в Кобург, больше в Россию она не вернётся. Почти сразу она начинает вести переговоры о разводе с мужем. Константин Павлович пишет в ответ на её письмо: «Вы пишете, что оставление вами меня через выезд в чужие края последовало потому, что мы не сходны друг с другом нравами, почему вы и любви своей ко мне оказывать не можете. Но покорно прошу вас, для успокоения себя и меня в устроении жребия жизни нашей, все сии обстоятельства подтвердить письменно, а также что кроме сего других причин вы не имеете». Но в 1803 году против развода выступила императрица Мария Фёдоровна, которая боялась повторного морганатического брака Константина Павловича и сказала, что разводом будет нанесён вред репутации великой княгини.
В 1814 году во время нахождения русских войск во Франции во время антинаполеоновской кампании Константин Павлович навестил свою жену. Император Александр пожелал примирения супругов. Но Анна Фёдоровна решительно отказалась. Брак был расторгнут решением Святейшего Синода, вступившим в силу 20 марта (1 апреля) 1820 года на основании манифеста Александра I. Указанное решение Синода дозволяло Константину Павловичу вступить в новый брак, «если Он пожелает».

### Второй брак

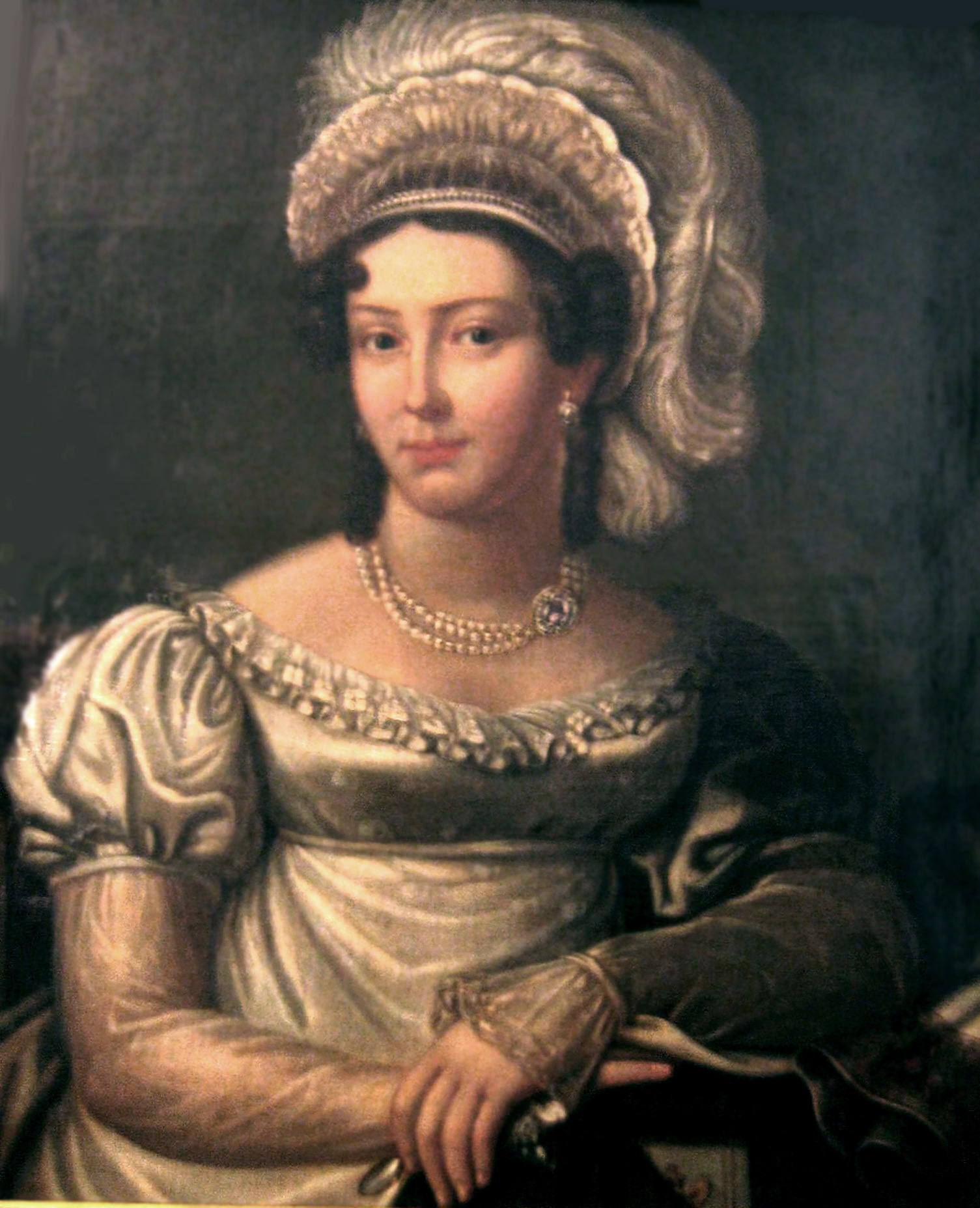
Жанетта Грудзинская

В Варшаве великий князь 24 мая 1820 года женился повторно (морганатически) на дочери графа Антония Грудна Грудзинского и Марианны Дорповской, Иоанне (Жанетте) Грудзинской, получившей от Александра I титул её светлости княгини Лович. Поскольку детей и в этом браке не было, имения Константина Павловича — включая Стрельну — впоследствии унаследовал его племянник и тёзка Константин Николаевич.

### Дети
Имел внебрачного сына от многолетней своей любовницы Жозефины Фридрихс — Павла Константиновича Александрова (получившего фамилию по крёстному отцу — Александру I), впоследствии генерала русской армии. Александровы имели герб, на котором была изображена половина двуглавого орла.
Кроме того, имел ещё одного внебрачного сына — Константина Ивановича Константинова, также генерала русской армии. Его матерью была французская актриса Клара-Анна де Лоран. И дочь — Констанцию Ивановну Константинову, эти двое детей росли вместе и воспитывались князем Иваном Александровичем Голицыным, адъютантом великого князя. Именно по этой причине у них впоследствии изменились и отчества.

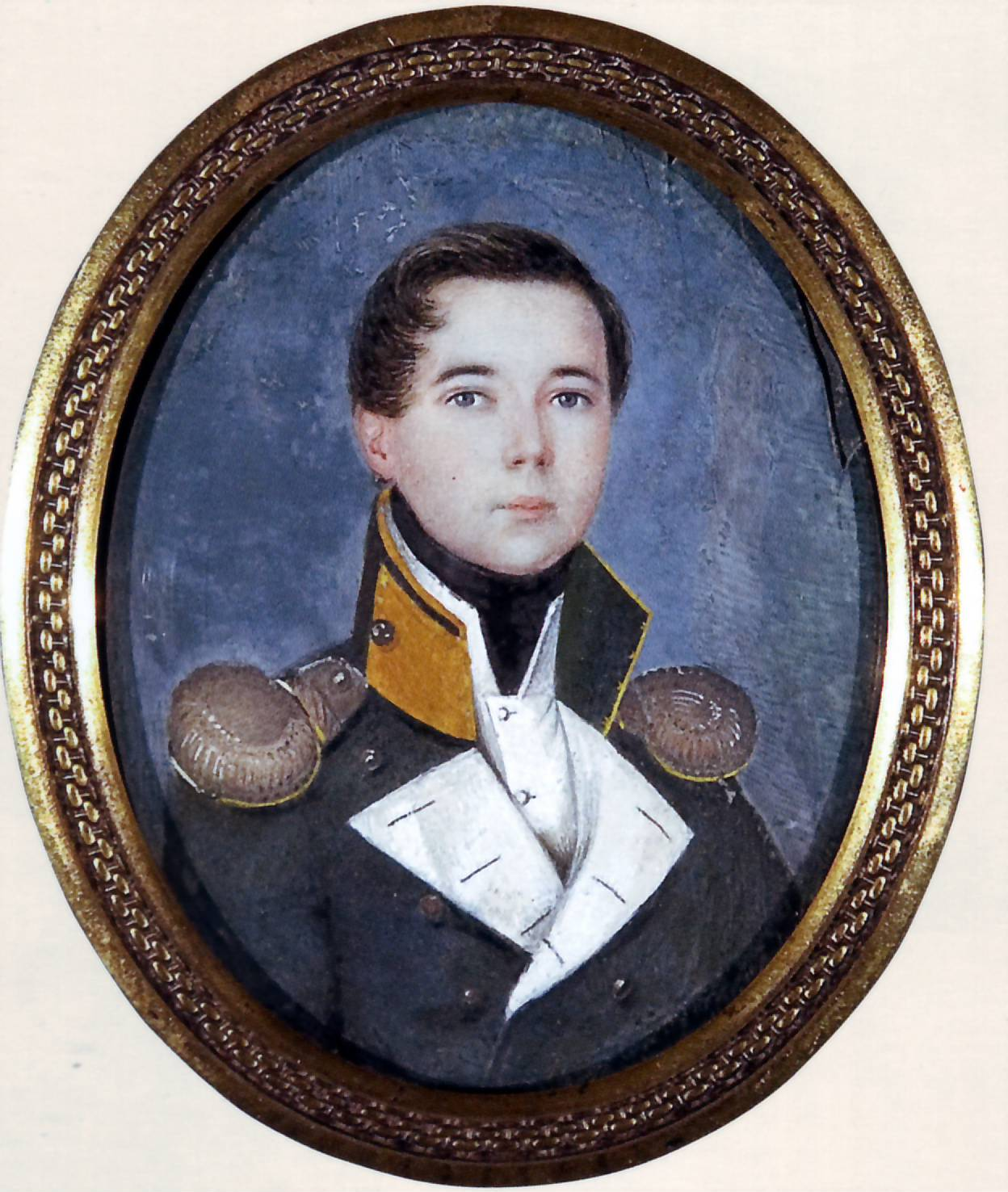
Александров, Павел Константинович
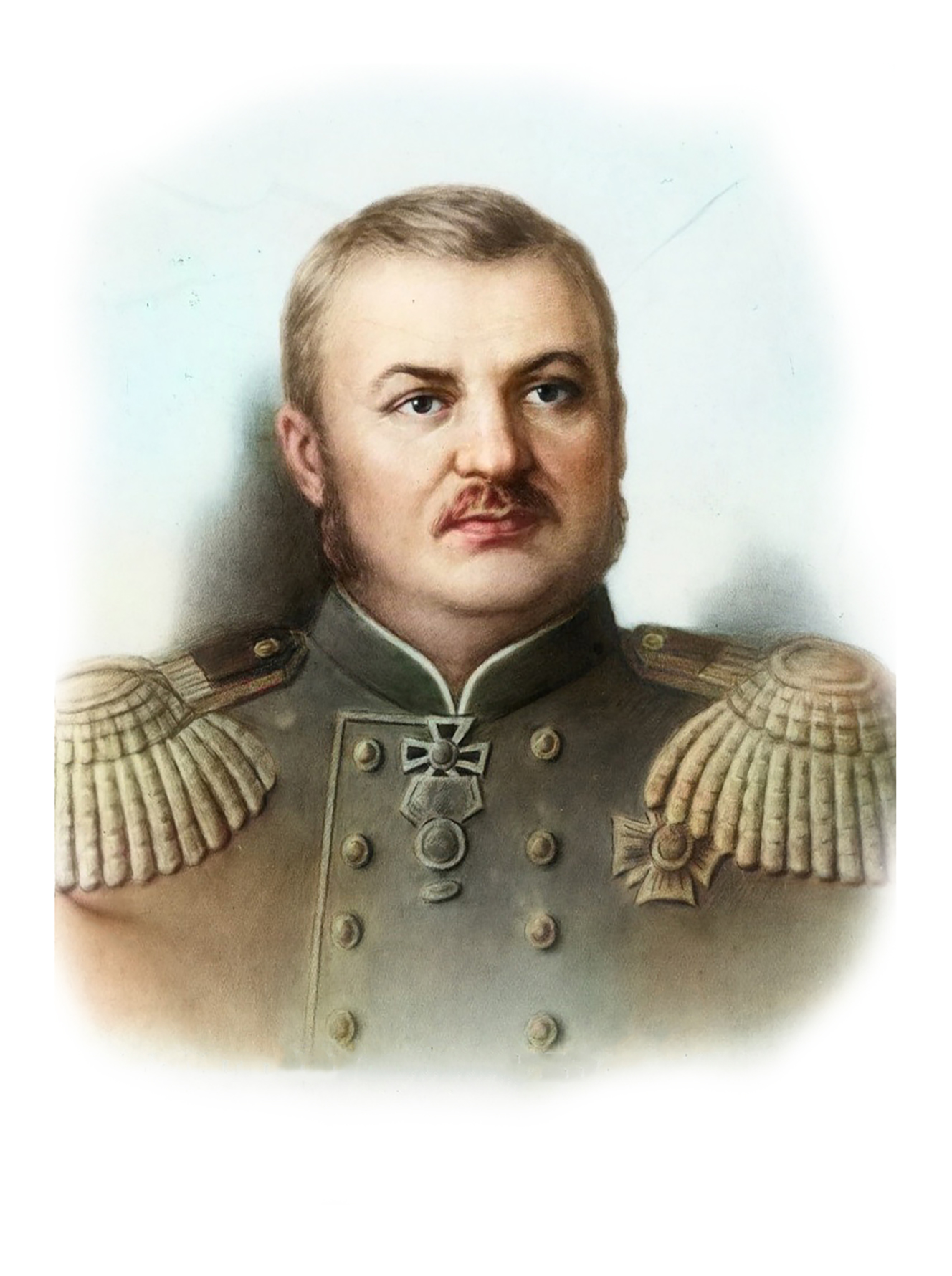
Константинов, Константин Иванович
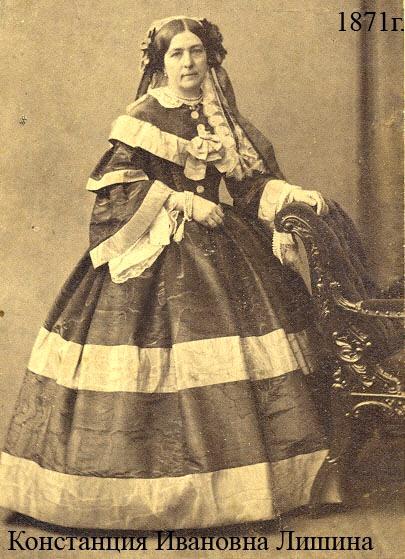
Констанция Ивановна Константинова (Лишина)

### Слухи
С именем Константина связана «одна из самых гнусных историй начала царствования Александра» (В. И. Штейнгель): Великий князь добивался благосклонности жены придворного ювелира Араужо, женщина отвергла его ухаживания. В один из вечеров лета 1803 года к дому ювелира подъехала карета, присланная якобы от больной тётки госпожи Араужо. Жену ювелира силой отвезли в Мраморный дворец на квартиру генерал-лейтенанта Боура (по версии Ф. П. Толстого, он был любовником Араужо и просто «уступил» её Константину), где она якобы подверглась групповому изнасилованию. Женщину отвезли домой. 
Несчастная Араужо бросилась почти без чувств, могла только сказать: «Я обесчещена!» — и умерла. На крик мужа сбежалось множество: свидетельство было огромное! На другой же день весь Петербург узнал об этом.
 Дело замяли: генерала Боура отправили в отставку, Араужо дали денег, он выехал за границу. Константин с того времени получил прозвище «покровитель разврата».
По другим источникам, история несчастной г-жи Араужо относится к разряду «городских легенд» начала александровского царствования (Р. Г. Лейбов). Контекст охвативших Петербург слухов, — после внезапной кончины любовницы генерала Боура, имеющего репутацию «безнравственного подлого кутилы» (Ф. П. Толстой), но фаворита и друга цесаревича, — это первая годовщина убийства Павла I и ожидание знамения о конце династии: роковое происшествие с г-жой Араужо пришлось как раз на 10 марта.

## Образ в кино
- «Декабристы» — актёр Пётр Андреевский
- «Княгиня Лович» — актёр Стефан Ярач
- «Адъютанты любви» — актёр Сергей Перегудов
- «Шопен. Желание любви» — актёр Януш Гайос
- «Союз Спасения. Время гнева» — актёр Виталий Коваленко
- «Александр I» — актёр Глеб Бочков